# Daniel Petrovic
Daniel Petrovic (Linz, 27 novembre 1992) è un calciatore austriaco di origini serbe, difensore del St. Martin/Traun.

## Caratteristiche tecniche
È un difensore centrale.